# Костильов Михайло Олексійович
Михайло Олексійович Костильов (нар. 1900 — пом. 1974) — радянський дипломат; надзвичайний і повноважний посол.

## Біографія
Народився у 1900 році. Член ВКП(б). На дипломатичній работі з 1937 року:
- у 1937—1942 роках — співробітник центрального апарату Народного комісаріату закордонних справ СРСР;
- у 1942—1944 роках — радник посольства СРСР в Туреччині;
- з 20 березня 1944 року по 1 квітня 1945 року — дипломатичний представник СРСР при уряді Італії;
- з 1 квітня 1945 року по 9 лютого 1954 року — надзвичайний і повноважний посол СРСР в Італії;
- у 1954—1956 роках — співробітник центрального апарату МЗС СРСР, член Колегії МЗС СРСР;
- з 10 листопада 1956 року по 10 листопада 1959 року — надзвичайний і повноважний посол СРСР в Аргентині;
- у 1959—1969 роках — співробітник центрального апарату МЗС СРСР.

Брав участь у роботі низки міжнародних нарад і конференцій. Помер у 1974 році.